# Giga Berlin
A Gigafactory Berlin-Brandenburg (também conhecida por Giga Berlin, Gigactory 4 e Gigafactory Europe) é uma fábrica da Tesla na Europa, construída de junho de 2020 a março de 2022.
A fábrica produz baterias e powertrains para uso em veículos Tesla, e também para montar o Tesla Model Y..

## História
No início de janeiro de 2020, iniciou-se o processo de aprovação e o Landtag de Brandemburgo aprovou o acordo de compra para a floresta. Foi usado em tempos de RDA pela Stasi, que se diz ter treinado terroristas num acordo secreto fechado com 500 funcionários, pesquisado pacotes da Alemanha Ocidental e armazenado a propriedade de cidadãos da RDA falecidos. O preço de compra dos 302 hectares deverá ser de aproximadamente 41 milhões de euros. A construção começou no mesmo trimestre.
A conclusão está prevista para julho de 2021. Devem ser construídas instalações para peças de veículos, bateria e condução, montagem final e logística do local.
Os documentos públicos são a primeira fase de ampliação (parte dos lugares de estacionamento e do primeiro edifício). Seguem-se mais três edifícios do mesmo tamanho, lugares de estacionamento adicionais e instalações auxiliares.
O terreno de construção adquirido pela Tesla está no âmbito de um plano de desenvolvimento qualificado de acordo com a Secção 30 bauGB e é designado como uma área industrial de acordo com a Secção 9 BauNVO. O plano de desenvolvimento n.º 13 "Freienbrink-Nord" do município de Grünheide, que já foi adotado em 2000 como estatuto, destinava-se inicialmente à criação de uma nova unidade de produção da BMW AG. No entanto, a empresa decidiu no verão de 2000 encontrar uma localização no estado da Saxónia. A localização da área planeada a norte do centro de carga Berlim Ost/Freienbrink proporciona à Tesla boas condições de localização devido às suas ligações de transporte e ao potencial existente da área. A existência de um plano de desenvolvimento juridicamente vinculativo também dá à Tesla uma vantagem temporal no planeamento de projetos.
Em julho de 2020, foram publicados documentos de construção modificados. Além de outras alterações, a produção de baterias e plásticos já não é necessária.
No final de novembro de 2020 foi emitida uma nova autorização para a desminagem de um total de 82,8 hectares de floresta. A Tesla já tinha pedido mais arranque em agosto de 2020. A área solicitada foi reduzida pelo requerente na medida do necessário neste momento. As superfícies são necessárias para os gasodutos e como caixotes de armazenamento. O Tribunal Administrativo de Frankfurt (Oder) emitiu uma suspensão temporária dos trabalhos de arranque num processo de urgência em 7 de dezembro de 2020. As associações estatais de Brandemburgo da NABU e da Liga Verde tinham interposto uma ação judicial contra o arranque. Esta suspensão provisória dos trabalhos de arranque foi anulada pelo Tribunal Administrativo de Frankfurt (Oder) em 10 de dezembro de 2020 e o pedido de urgência apresentado foi rejeitado. No mesmo dia, as duas associações ambientalistas recorreram para o Tribunal Administrativo Superior de Berlim-Brandemburgo contra esta decisão. Em seguida, o Tribunal Superior Administrativo emitiu uma ordem provisória para suspender novamente os trabalhos de arranque.
No início de dezembro de 2020, a Tesla recebeu mais uma aprovação prévia para a instalação da loja de tintas na fábrica.